# 英国-爱尔兰理事会
英國－愛爾蘭理事會（英語：British–Irish Council），簡稱“英愛理事會（BIC）”，是一個英倫諸島政府間組織，旨在促進八個行政當局之間在交通、環境及能源等多個領域上的合作。此理事會的成員包括愛爾蘭共和國、大不列顛及北愛爾蘭聯合王國及其權力下放政府（蘇格蘭、北愛爾蘭、威爾斯）和王室屬地（根西行政區、曼島、澤西）。由於英格蘭沒有權力下放政府，因此在理事會中無其獨立代表，其會員資格包含在聯合王國席位裡。
聯合王國與愛爾蘭政府以及北愛爾蘭各政治黨派同意在1998年達成的《貝爾法斯特協議》框架下設立英國－愛爾蘭理事會，該理事會於1999年12月2日協議生效時正式成立。理事會的既定目標是“促進這些島嶼人民之間整體關係的和諧互利發展”。英愛理事會有一個常設秘書處，位於蘇格蘭的愛丁堡，每半年舉行一次首腦會議以及更頻繁的部長級會議。

## 組織架構
英國－愛爾蘭理事會成員包含以下政府（截至2024年10月，以下為各個政府首腦）：
| 成員政府 | 政府代表 | 政府代表     | 政府代表 | 政府代表                   | 代表職務   |
| 成員政府 | 政黨     | 政黨         | 姓名     | 姓名                       | 代表職務   |
| -------- | -------- | ------------ | -------- | -------------------------- | ---------- |
| 根西     |          | 未來根西     |          | 林登·特羅特議員            | 首席部長   |
| 愛爾蘭   |          | 統一黨       |          | 西蒙·哈里斯議員            | 總理       |
| 曼島     |          | 無黨籍       |          | 阿爾弗雷德·迦南議員        | 首席部長   |
| 澤西     |          | 無黨籍       |          | 林頓·法恩漢姆議員          | 首席部長   |
| 北愛爾蘭 |          | 新芬黨       |          | 米歇爾·奧尼爾立法議員      | 首席部長   |
| 北愛爾蘭 |          | 民主統一黨   |          | 艾瑪·利特爾-彭傑利立法議員 | 副首席部長 |
| 蘇格蘭   |          | 蘇格蘭民族黨 |          | 約翰·斯文尼議員            | 首席部長   |
| 英國     |          | 工黨         |          | 施紀賢議員                 | 首相       |
| 威爾斯   |          | 威爾斯工黨   |          | 伊里內德·摩根議員          | 首席部長   |

九位政府首腦每年舉行兩次高峰會。此外，還會舉行涉及特定部門的部長級會議，而這些會議則有對應部門的部長參與。與會代表依據各自所當選立法機關的民主授權及問責程序行事。
與大不列顛及北愛爾蘭聯合王國的其他構成國不同，英格蘭由於沒有權力下放政府而在理事會中沒有獨立的代表席位，因此它只能作為聯合王國的一部分而由聯合王國政府代表其出席理事會。儘管康瓦爾郡因為有著其獨立語言而在技術上擁有理事會的觀察員國身份，但它的代表權亦歸為聯合王國政府所有。
理事會的工作需要有成員國根據相互協議提供資金。2007年7月理事會第九次會議決定，隨著權力下放的政府返回北愛爾蘭，“對理事會的工作計劃、工作方法和支持安排進行戰略審查”的時機已經成熟。該決定包括於2012年1月4日在蘇格蘭愛丁堡設立一個常設秘書處。
在2010年6月的峰會上，理事會決定推進建議，以加強其與英國－愛爾蘭議會大會之間的關係。英國－愛爾蘭議會大會由與英國－愛爾蘭理事會成員國相同的國家和地區的議會及議會成員組成。理事會責成其秘書處與英國－愛爾蘭議會大會的秘書處一起推進這項工作。

## 工作領域

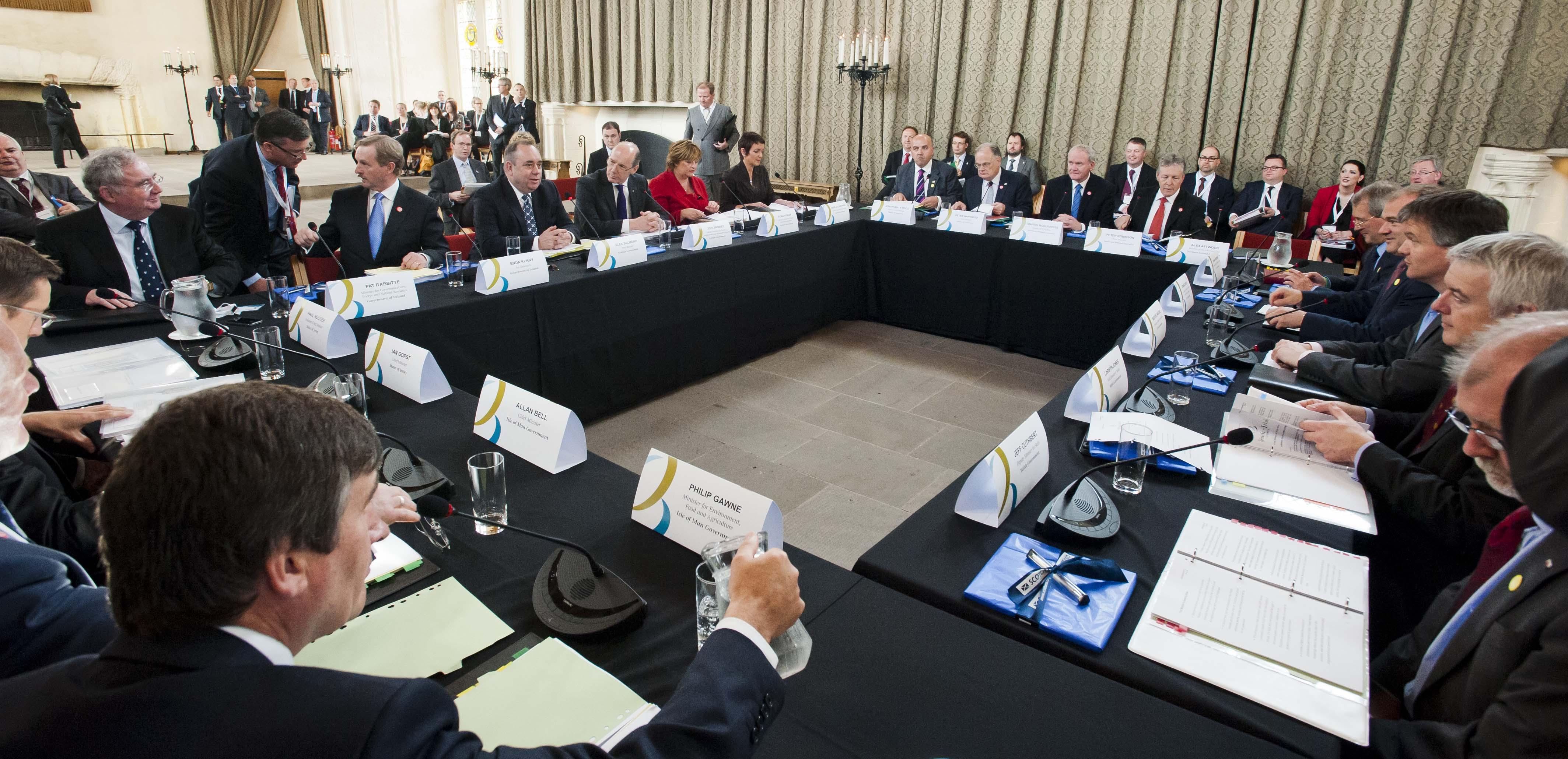
於蘇格蘭史特靈城堡召開的一次英國－愛爾蘭理事會高峰會。

英國－愛爾蘭理事會同意由個別成員國負責某項具體領域的工作。《貝爾法斯特協議》建議將交通聯繫、農業、環境保護、文化、健康、教育和加入歐盟的方法作為早期討論的合適主題。但是，這些工作領域可以根據理事會的決定擴大或縮小。理事會也可以就共同政策達成協議。這些協議是通過協商一致達成的，儘管個別成員國可以選擇不參與其中任何一項政策的實施。
當前的工作領域及負責成員國是：
| 工作領域     | 負責成員國                    | 工作領域                   | 負責成員國 |
| ------------ | ----------------------------- | -------------------------- | ---------- |
| 空間規劃協作 | 北爱尔兰                      | 住房                       | 北爱尔兰   |
| 人口         | 苏格兰                        | 原住民、少數民族及冷僻語言 |            |
| 數碼共融     | 马恩岛                        | 藥物濫用（毒品與酒精）     | 爱尔兰     |
| 嬰幼兒政策   |                               | 社會包容                   | 苏格兰 /   |
| 能源         | 英国（電網） / 苏格兰（海洋） | 交通                       | 北爱尔兰   |
| 環境保護     | 英国                          | 創意產業                   | 澤西       |

2006年理事會會議將人口問題作為一個工作領域，它是由蘇格蘭行政院提出並對此負責。2007年理事會會議上，蘇格蘭政府進一步提出將能源納入理事會的一個工作領域。
過去的工作領域包括知識經濟、電子健康及遠程醫療和旅遊業。

## 名稱由來
理事會最初曾考慮命名為“不列顛群島理事會”或“群島理事會”，而後者這個名字在現在還有時被人使用。然而，由於不列顛群島一詞的爭議性，特別是愛爾蘭方面的態度，最終理事會被命名為“英國－愛爾蘭理事會”。
“英國－愛爾蘭理事會”在英國及愛爾蘭用當地少數民族語言或弱勢語言的寫法如下：

| - 康瓦爾語： - 根西語： - 愛爾蘭語： - 澤西語： - 曼島語： | - 蘇格蘭蓋爾語： - 低地蘇格蘭語： - 阿爾斯特蘇格蘭語：Britisch-Airisch Cooncil - 威爾斯語： |

### 腳註
1. ↑  這是英國－愛爾蘭理事會常設秘書處的所在地。
2. ↑  不列顛群島是一個與政治無關的地理名詞，詳見英國－愛爾蘭理事會不列顛群島秘書處。由於該名詞具有爭議性，因此英國－愛爾蘭理事會在其官方文件中常用其他名詞替代該詞語。
3. ↑  北愛爾蘭首席部長和副首席部長是代表北愛爾蘭行政院的二元政治制政府首腦。雖然理事會的其他會員政府會派出各自的首席部長或其他代表出席首腦會議，但北愛爾蘭卻必須由首席部長和副首席部長共同代表出席。蘇格蘭和威爾斯（英语：Deputy First Minister of Wales）的副首席部長曾出席過理事會的首腦會議。

### 出典
1. ↑  Neal G. Jesse; Kristen P. Williams. . SUNY Press. 2005  [2021-09-23]. ISBN 9780791464519 （英语）. |year=与|date=不匹配 (帮助)
2. ↑  Vernon Bogdanor. . 政府與反對黨 (劍橋: 劍橋大學出版社). 1999-07, 34 (3): 287 – 298. doi:10.1111/j.1477-7053.1999.tb00482.x （英语）.
3. ↑  . 蘇格蘭政府. 2010-06-25  [2021-09-23]. （原始内容存档于2018-01-13） （英语）.
4. ↑   (PDF). 歐洲委員會: 25. 2015-04-08  [2021-09-24]. （原始内容存档于2021-04-29） （英语）.
5. ↑   (PDF). 康瓦爾郡理事會（英语：Cornwall Council）.   [2021-09-24]. （原始内容存档 (PDF)于2021-03-08） （英语）.
6. ↑  . 英國－愛爾蘭理事會.   [2021-09-24]. （原始内容存档于2007-06-30） （英语）.
7. ↑  Gerry Moriarty. . 愛爾蘭時報. 1996-05-30  [2021-09-26]. （原始内容存档于2022-12-08） （英语）.
8. ↑  Mads Qvortrup; Robert Hazell.  (PDF). 憲法小組（英语：Constitution Unit）. 1998-10  [2021-09-26]. （原始内容 (PDF)存档于2015-07-10） （英语）.
9. ↑  . 英國－愛爾蘭理事會.   [2021-09-26]. （原始内容存档于2022-08-16） （康沃尔语）.

## 外部連接
- 官方网站（英文）
- 英國－愛爾蘭理事會的X（前Twitter）
- 英國－愛爾蘭理事會在Flickr上的页面